# Боб Еррі
Боб Еррі (англ. Bob Errey, нар. 21 вересня 1964, Монреаль) — колишній канадський хокеїст, що грав на позиції крайнього нападника. Грав за збірну команду Канади.
Володар Кубка Стенлі в складі «Піттсбург Пінгвінс» — 1991 та 1992 років. Провів понад 900 матчів у Національній хокейній лізі.

## Ігрова кар'єра
Хокейну кар'єру розпочав 1980 року.
1983 року був обраний на драфті НХЛ під 15-м загальним номером командою «Піттсбург Пінгвінс».
Протягом професійної клубної ігрової кар'єри, що тривала 17 років, захищав кольори команд «Піттсбург Пінгвінс», «Баффало Сейбрс», «Сан-Хосе Шаркс», «Детройт Ред-Вінгс», «Даллас Старс», «Нью-Йорк Рейнджерс», «Балтимор Скіпджекс» та «Гартфорд Вулф Пек».
Загалом провів 994 матчі в НХЛ, включаючи 99 ігор плей-оф Кубка Стенлі.
Виступав за збірну Канади, в її складі став чемпіоном світу в 1997 році.

## Кар'єра на ТБ
Працює на телеканалі «Root Sports» аналітиком хокейних матчів, зокрема «Піттсбург Пінгвінс» та матчів чемпіонату світу.

## Статистика

### Клубні виступи
| Сезон        | Клуб                 | Ліга         | Регулярний сезон | Регулярний сезон | Регулярний сезон | Регулярний сезон | Регулярний сезон | Плей-оф | Плей-оф | Плей-оф | Плей-оф | Плей-оф |
| Сезон        | Клуб                 | Ліга         | І                | Г                | П                | О                | ШХ               | І       | Г       | П       | О       | ШХ      |
| ------------ | -------------------- | ------------ | ---------------- | ---------------- | ---------------- | ---------------- | ---------------- | ------- | ------- | ------- | ------- | ------- |
| 1980–81      | «Пітерборо Пітс»     | ОХЛ          | 6                | 0                | 0                | 0                | 0                | —       | —       | —       | —       | —       |
| 1981–82      | «Пітерборо Пітс»     | ОХЛ          | 68               | 29               | 31               | 60               | 39               | 9       | 3       | 1       | 4       | 9       |
| 1982–83      | «Пітерборо Пітс»     | ОХЛ          | 67               | 53               | 47               | 100              | 74               | 4       | 1       | 3       | 4       | 7       |
| 1983–84      | «Піттсбург Пінгвінс» | НХЛ          | 65               | 9                | 13               | 22               | 29               | —       | —       | —       | —       | —       |
| 1984–85      | «Балтимор Скіпджекс» | АХЛ          | 59               | 17               | 24               | 41               | 14               | 8       | 3       | 4       | 7       | 11      |
| 1984–85      | «Піттсбург Пінгвінс» | НХЛ          | 16               | 0                | 2                | 2                | 7                | —       | —       | —       | —       | —       |
| 1985–86      | «Балтимор Скіпджекс» | АХЛ          | 18               | 8                | 7                | 15               | 28               | —       | —       | —       | —       | —       |
| 1985–86      | «Піттсбург Пінгвінс» | НХЛ          | 37               | 11               | 6                | 17               | 8                | —       | —       | —       | —       | —       |
| 1986–87      | «Піттсбург Пінгвінс» | НХЛ          | 72               | 16               | 18               | 34               | 46               | —       | —       | —       | —       | —       |
| 1987–88      | «Піттсбург Пінгвінс» | НХЛ          | 17               | 3                | 6                | 9                | 18               | —       | —       | —       | —       | —       |
| 1988–89      | «Піттсбург Пінгвінс» | НХЛ          | 76               | 26               | 32               | 58               | 124              | 11      | 1       | 2       | 3       | 12      |
| 1989–90      | «Піттсбург Пінгвінс» | НХЛ          | 78               | 20               | 19               | 39               | 109              | —       | —       | —       | —       | —       |
| 1990–91      | «Піттсбург Пінгвінс» | НХЛ          | 79               | 20               | 22               | 42               | 115              | 24      | 5       | 2       | 7       | 29      |
| 1991–92      | «Піттсбург Пінгвінс» | НХЛ          | 78               | 19               | 16               | 35               | 119              | 14      | 3       | 0       | 3       | 10      |
| 1992–93      | «Піттсбург Пінгвінс» | НХЛ          | 54               | 8                | 6                | 14               | 76               | —       | —       | —       | —       | —       |
| 1992–93      | «Баффало Сейбрс»     | НХЛ          | 8                | 1                | 3                | 4                | 4                | 4       | 0       | 1       | 1       | 10      |
| 1993–94      | «Сан-Хосе Шаркс»     | НХЛ          | 64               | 12               | 18               | 30               | 126              | 14      | 3       | 2       | 5       | 10      |
| 1994–95      | «Сан-Хосе Шаркс»     | НХЛ          | 13               | 2                | 2                | 4                | 27               | —       | —       | —       | —       | —       |
| 1994–95      | «Детройт Ред-Вінгс»  | НХЛ          | 30               | 6                | 11               | 17               | 31               | 18      | 1       | 5       | 6       | 30      |
| 1995–96      | «Детройт Ред-Вінгс»  | НХЛ          | 71               | 11               | 21               | 32               | 66               | 14      | 0       | 4       | 4       | 8       |
| 1996–97      | «Детройт Ред-Вінгс»  | НХЛ          | 36               | 1                | 2                | 3                | 27               | —       | —       | —       | —       | —       |
| 1996–97      | «Сан-Хосе Шаркс»     | НХЛ          | 30               | 3                | 6                | 9                | 20               | —       | —       | —       | —       | —       |
| 1997–98      | «Даллас Старс»       | НХЛ          | 59               | 2                | 9                | 11               | 46               | —       | —       | —       | —       | —       |
| 1997–98      | «Нью-Йорк Рейнджерс» | НХЛ          | 12               | 0                | 0                | 0                | 7                | —       | —       | —       | —       | —       |
| 1998–99      | «Гартфорд Вулф Пек»  | АХЛ          | 69               | 18               | 27               | 45               | 59               | 7       | 0       | 3       | 3       | 8       |
| Усього в НХЛ | Усього в НХЛ         | Усього в НХЛ | 895              | 170              | 212              | 382              | 1005             | 99      | 13      | 16      | 29      | 109     |

### Збірна
| Рік  | Команда | Турнір | Місце | І  | Г | П | О | ШХ |
| ---- | ------- | ------ | ----- | -- | - | - | - | -- |
| 1997 | Канада  | ЧС     | 1     | 11 | 2 | 1 | 3 | 6  |